# Mina Solana de la Mina
La Mina Solana de la Mina és una obra de Roquetes (Baix Ebre) inclosa a l'Inventari del Patrimoni Arquitectònic de Catalunya.

## Descripció
Mina està situada a peu de pista del camí de Casetesvelles.Mina d'una sola galeria d'uns 300 mts. de recorregut lineal i uns 325º d' orientació.L'açada de la galeria hi passa una persona dreta, en algun punt es passa ajupit per ensorrament del sostre fins al final dels 300 mts. en que la galeria es fa baixa i parcialment inundada.
A l'entrada de la mina hi ha restes d'una caseta molt possiblement relacionada amb la mina.